# Cortodera cubitalis
Cortodera cubitalis är en skalbaggsart som först beskrevs av Leconte 1861.  Cortodera cubitalis ingår i släktet Cortodera och familjen långhorningar. Inga underarter finns listade i Catalogue of Life.